# جوسيف روبنشتاين
جوسيف روبنشتاين (بالإنجليزية: Josef Rubinstein)‏ هو فنان أمريكي، ولد في 4 يونيو 1958 في ألمانيا.

## وصلات خارجية
- الموقع الرسمي